# Street Fighter (Computerspielreihe)
Street Fighter (kurz SF) ist eine Fighting-Game-Videospielreihe von Capcom, die auch verfilmt wurde. Die verschiedensten Kämpfer aus aller Welt kämpfen hier mit individuellen Special Moves gegeneinander.

## Spielprinzip
Street Fighter sorgte für wenig Aufsehen, als es am Ende der 1980er erstmals erschien. Street Fighter II hingegen fand mehr Beachtung. Es führte das Special-Move-System ein, das es erfahrenen Spielern ermöglicht, komplizierte Kampfbewegungen auszuführen, indem der Joystick oder das Steuerkreuz sowie die Tasten in bestimmter Reihenfolge gedrückt werden. Diese komplizierten Kampfbewegungen erhielten Namen wie Dragon-Punch oder Hurricane-Kick, die in den Unterhaltungen unter Spielern gängige Begriffe waren. Das Spiel verfügte über acht spielbare Kämpfer (Ryu, Ken, Blanka, Zangief, Dhalsim, Guile, E. Honda und Chun-Li) plus vier Bossgegner (Balrog, Vega, Sagat und M. Bison). Nach Street Fighter II erschien bald eine regelrechte Flut ähnlicher Spiele, davon später auch einige von Capcom selbst. Einer der bekanntesten frühen Konkurrenten von Street Fighter II war die Fatal-Fury-Reihe aus dem Hause SNK Playmore, das noch viele weitere ähnliche Serien mit Neuerungen produzierte.

## Entwicklung
Capcom brachte Street Fighter auf seinem hauseigenen Arcade-Board, dem CP System (CPS) heraus, welches auch heute noch für Street Fighter III 3rd Strike, den vorerst letzten echten Nachfolger der Serie genutzt wird. Dieses basiert jedoch auf der neuesten Variante des CPS, dem CPS III.
Nach dem Erscheinen eines verbesserten Street Fighter II namens Street Fighter II Championship Edition erschienen viele modifizierte Versionen (Bootlegs) des Spiels, die es beispielsweise erlaubten, die vormals nicht spielbaren Bosse zu steuern. Viele Spielhallen nahmen die Bootlegs auf. Diese waren weit verbreitet, bis Capcom Street Fighter II Turbo veröffentlichte. 1993 und 1994 wurde mit Super Street Fighter II: The New Challengers eine neue Version des Spiels veröffentlicht. Wie der Untertitel bereits andeutet, wurden neue Charaktere hinzugefügt: Fei Long, Cammy, Dee Jay und T. Hawk.

## Spiele

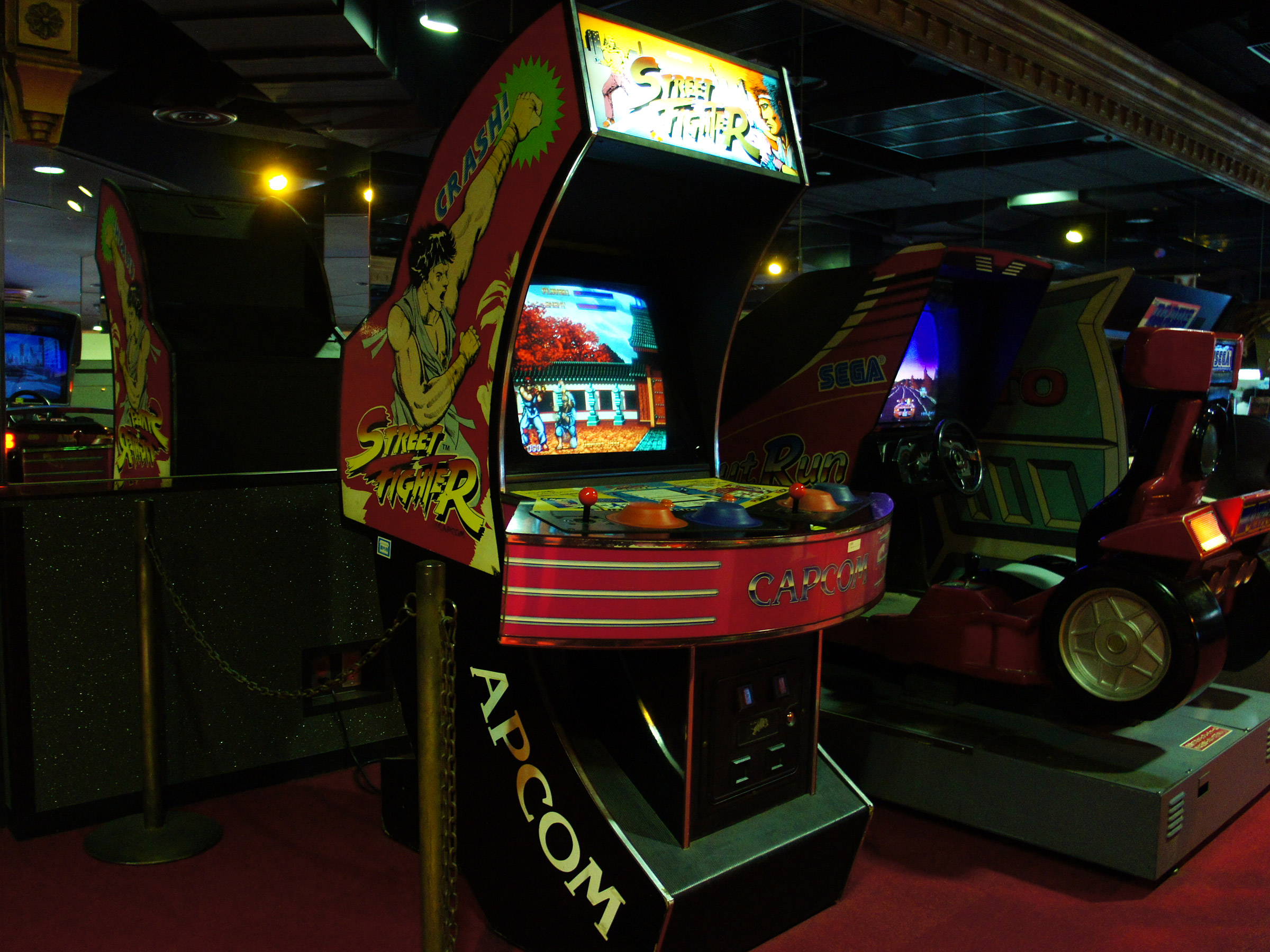
Street Fighter (1987)

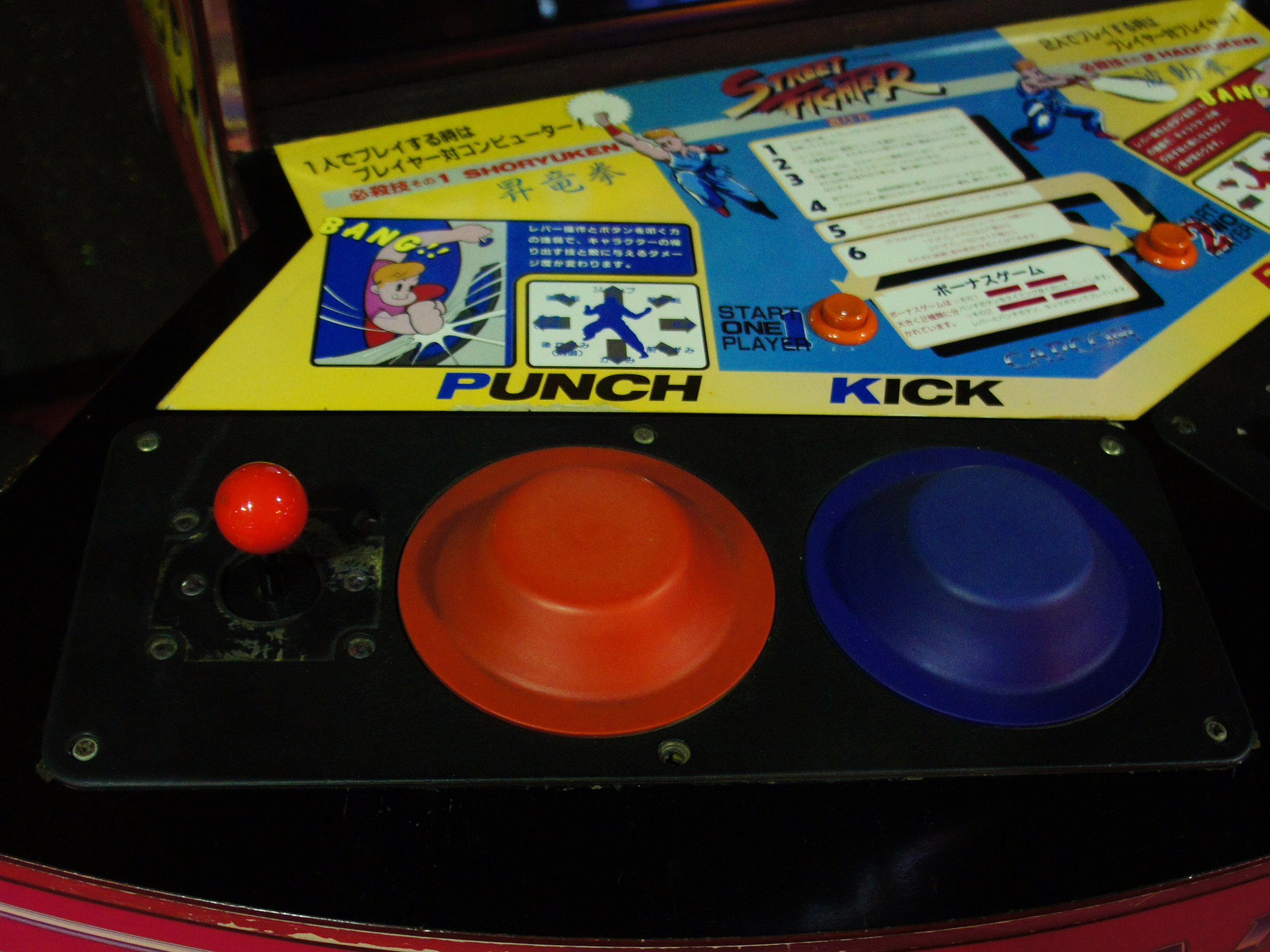
Teil des Bedienfeldes (control panel)

### Street Fighter
- Street Fighter (1987)
Konsolen-Umsetzungen:
  - Fighting Street (Turbo CD)
- Street Fighter (1987…)
Homecomputer-Umsetzungen:
  - Street Fighter (DOS)
  - Street Fighter (C64)
  - Street Fighter (Amiga 500)
  - Street Fighter (Atari ST)

### Street-Fighter-Alpha-Reihe
- Street Fighter Alpha – Warriors’ Dreams/Street Fighter Zero (1995)
Konsolen-Umsetzungen:
  - Street Fighter Alpha – Warriors’ Dreams/Street Fighter Zero (Game Boy Color)
  - Street Fighter Alpha – Warriors’ Dreams (DOS, nur in den USA)
  - Street Fighter Alpha – Warriors’ Dreams/Street Fighter Zero (Sony PlayStation, Sega Saturn)
- Street Fighter Alpha 2/Street Fighter Zero 2 (1996)
Konsolen-Umsetzungen:
  - Street Fighter Alpha 2/Street Fighter Zero 2 (Super Nintendo)
  - Street Fighter Alpha 2/Street Fighter Zero 2 (Sony PlayStation)
  - Street Fighter Alpha 2/Street Fighter Zero 2 (Sega Saturn)
  - Street Fighter Alpha 2 (DOS, nur in den USA)
  - Street Fighter Alpha 2 Gold/Street Fighter Zero 2 (Sega Saturn, im Rahmen der Street Fighter Collection)
  - Street Fighter Alpha 2 Gold/Street Fighter Zero 2 (Sony PlayStation, im Rahmen der Street Fighter Collection)

Erneut in die Spielhallen gebracht als Street Fighter Zero 2 Alpha (nur in Japan).
- Street Fighter Alpha 3/Street Fighter Zero 3 (1998)
Konsolen-Umsetzungen:
  - Street Fighter Alpha 3/Street Fighter Zero 3 – Saikyou-ryuu Dojo (Sega Dreamcast)
  - Street Fighter Alpha 3/Street Fighter Zero 3 (Sony PlayStation)
  - Street Fighter Zero 3 (Sega Saturn, nur in Japan)
  - Street Fighter Alpha 3/Street Fighter Zero 3 Upper (Game Boy Advance)
  - Street Fighter Alpha 3 Max (Sony PlayStation Portable)
  - Street Fighter Zero 3: Double Upper (Japan)/Street Fighter Alpha 3: Double Upper (Europa) (PlayStation Portable)

Wurde 2001 erneut in die Spielhallen gebracht als Street Fighter Zero 3 Upper (nur in Japan).

### Street-Fighter-III-Reihe
- Street Fighter III: New Generation (1997)
Konsolen-Umsetzungen:
  - Street Fighter III: New Generation (Sega Dreamcast, im Rahmen von Street Fighter III: Double Impact)
- Street Fighter III: Second Impact – Giant Attack (1998)
Konsolen-Umsetzungen:
  - Street Fighter III: Second Impact – Giant Attack (Sega Dreamcast, im Rahmen von Street Fighter III: Double Impact)
- Street Fighter III: Third Strike – Fight for the Future (1999)
Konsolen-Umsetzungen:
  - Street Fighter III: Third Strike – Fight for the Future (Sega Dreamcast)
  - Street Fighter III: Third Strike – Fight for the Future (Sony PlayStation 2, im Rahmen der Street Fighter Anniversary Collection, allerdings nicht in der deutschen PAL-Version)
  - Street Fighter III: Third Strike – Fight for the Future (Xbox, im Rahmen der Street Fighter Anniversary Collection)

### Spielesammlung
Viele Spiele erschienen auf der Kompilation Street Fighter 30th Anniversary Collection.

## Verwandte Spiele
Diese Spiele gehören nicht zur Street-Fighter-Reihe, jedoch kommen Street-Fighter-Charaktere darin vor.

### Street Fighter 2010
Ein NES-Spiel mit Ken als Wissenschaftler. Ken muss seinen Freund Troy vor dem Tod bewahren, indem er seine Panzerung verstärkt und Außerirdische und Cyborgs in diesem Plattformspiel bekämpft.
Dieses Modul ist ein lizenziertes Nintendo-Produkt, welches nicht in Europa erschien.

### Street-Fighter-EX-Reihe
Diese Spiele sind Umsetzungen der Reihe in 3D-Grafik.
- Street Fighter EX (1996)
- Street Fighter EX Plus (1997)
- Street Fighter EX Plus α (1997)
- Street Fighter EX 2 (1998)
- Street Fighter EX 2 Plus (1999)
- Street Fighter EX 3 (2000)

### Marvel-Vs.-Reihe
In diesen Spielen treten auch Marvel-Charaktere an, außerdem werden verschiedene Capcom-Spiele mit einbezogen.
- X-Men – Children of the Atom

Obwohl offiziell nicht der Marvel-Vs-Reihe angehörig, ist Akuma in diesem Spiel als versteckter Charakter enthalten.
- X-Men Vs. Street Fighter
- Marvel Super Heroes Vs. Street Fighter
- Marvel Vs. Capcom – Clash of Super Heroes
- Marvel Vs. Capcom 2 – New Age of Heroes
- Marvel vs Capcom 3: Fate of Two Worlds
- Marvel vs Capcom: Infinite

### Capcom-Vs.-SNK-Reihe
In diesen Spielen treten Charaktere von Capcom und SNK gegeneinander an, darunter erstmals auch 3D-Charaktere als Sprites.
- Capcom Vs. SNK – Millennium Fight 2000
- Capcom Vs. SNK – Millennium Fight 2000 PRO
- Capcom Vs. SNK 2 – Mark of the Millennium 2001

Daraufhin erschien von SNK eine eigene Reihe:
- SNK Vs. Capcom – Match of the Millennium
- SVC Chaos – SNK Vs. Capcom

Außerdem gibt es vier Spiele der Capcom-Vs.-SNK-Reihe die keine Fighting-Games sind, sondern Spiele, in denen ähnlich wie bei Yu-Gi-Oh mit Decks aus Karten gekämpft wird.
- Card Fighters Clash – Capcom Version (Neo Geo Pocket Color)
- Card Fighters Clash – SNK Version (Neo Geo Pocket Color)
- Card Fighters 2 (Neo Geo Pocket Color, nur in Japan erschienen)
- Card Fighters DS (Nintendo DS)

Es waren von vornherein eigene Serien beider Firmen geplant, die stark durch den jeweiligen hauseigenen Stil geprägt sind.

### Street Fighter X Tekken
Crossover, in dem Charaktere von Street Fighter IV und Tekken gegeneinander antreten.
- Street Fighter X Tekken – von Capcom, im 2D-Stil von Street Fighter IV
- Tekken X Street Fighter – von Namco, im 3D-Stil von Tekken (angekündigt)[1]

### Andere Spiele
- Cannon Spike (Sega Dreamcast) – Obwohl dieses Ballerspiel kein Street-Fighter-Spiel war, waren die Charaktere Charlie und Cammy spielbar.
- Cyberbots – Fullmetal Madness – Ein Kampfspiel mit riesigen Kampfrobotern im Design des Arcade-Spiels Armored Warriors. Im Spiel trat Jin Saotome auf, der später in Marvel vs. Capcom erneut auftauchen sollte. Die Saturn-Version des Spiels enthielt eine Roboter-Version von Akuma als versteckten Charakter.
- Rival Schools – United By Fate – In Japan als Shiritsu Justice Gakuen zunächst als Arcade produziert und später in einer um einen Rollenspielmodus erweiterten Fassung für die PlayStation herausgegeben, befindet sich unter den Helden dieses 3D-Fighting-Games Kasugano Sakura als vollständig spielbarer Charakter. Ebenso tauchen im Rollenspielmodus weitere Street Fighter in Nebenrollen auf (Karin) oder werden zumindest namentlich erwähnt (Akuma, Dan). Als Capcom an dem ersten Nachfolger arbeitete, band man Sakura verstärkt in die Handlung ein, was zu einigen Reibungspunkten mit der Zeitlinie der Street-Fighter-Reihe führte. Für den dritten Titel der Serie, der als Arcade und für die Dreamcast erschien und für den ein anderes Entwicklerteam verantwortlich ist, entschied man sich dazu, Sakura aus dem Spiel zu nehmen. Die ganze Reihe erreichte allerdings weder große Beliebtheit, noch ausreichende Verkaufszahlen, was hauptsächlich auf die nur schwer verdauliche moralische Botschaft zurückzuführen ist, welche sich als roter Faden durch die gesamte Handlung zieht und lediglich von einer geringen Spielerzahl toleriert wurde.
- Street Fighter – The Movie – Ein auf dem Film basierendes Spiel mit digitalisierten Charakteren wie in Mortal Kombat. Die Heimversion unterscheidet sich insofern von der Arcade-Version, dass das Gameplay eher dem von Super Street Fighter II Turbo entspricht.
- Super Puzzle Fighter II Turbo, in Japan auch als Super Puzzle Fighter II X bekannt – Ein Puzzlespiel mit SD-Versionen der Street-Fighter- und Darkstalkers-Charaktere. Der Spieler zerstört Gruppen gleichfarbiger Steine, und abhängig von Größe und Anzahl der zerstörten Steine greift der gewählte Kämpfer den Gegner an.
- Super Gem Fighter Mini-Mix, in Japan auch als Pocket Fighter bekannt – Ein Mini-Kampfspiel mit denselben karikierten Charakteren wie Super Puzzle Fighter. Der Kampfverlauf war um einiges simpler, wobei der Schwerpunkt auf den Gags lag, zum Beispiel konnten die Kämpfer verschiedene Objekte der Umgebung wie Straßenschilder, Pinsel oder 100-Tonnen-Schläger benutzen oder in verschiedene Kostüme schlüpfen, darunter Showgirl-Outfits, Wrestler-Masken und sogar die Kostüme einiger anderer Capcom-Charaktere.
- Street Fighter Collection, nur für PlayStation
- Street Fighter Collection II, nur für PlayStation; enthält drei Street-Fighter-II-Titel
- Street Fighter: The Storytelling Game – ein Rollenspiel von White Wolf aus dem Jahr 1994
- Super Smash Bros. 4, nur für Wii U; hier ist Ryu als Kämpfer spielbar.
- Super Smash Bros. Ultimate, für Nintendo Switch; Ryu und Ken als Kämpfer spielbar.

## Softwarepiraterie
Street Fighter wurde in Asien illegal für das Famicom umgesetzt. Es tauchte auf mehreren Multi-Cartridges in der Volksrepublik China auf.
Eine der Versionen auf einer Multi-Cartridge enthielt Mario.

## Verfilmungen
Die Spielereihe diente als Grundlage für mehrere Filme sowie Animes und Serien.

### Kinofilme
- Street Fighter – Die entscheidende Schlacht (1994, mit Jean-Claude Van Damme und Kylie Minogue)
- Street Fighter: The Legend of Chun-Li (2009, mit Kristin Kreuk und Chris Klein)
- Street Fighter: Assassin’s Fist (2014, mit Mike Moh und Christian Howard)

### Anime
- Street Fighter II – The Animated Movie (1994, Japan, Anime-Film)
- Street Fighter Alpha (1999, Japan, Anime-Film)
- Street Fighter Zero 2 (2005, Japan, Anime-Film)

### Serien
- Street Fighter II V (1995, USA/Japan, Zeichentrickserie)
- Street Fighter: Assassin’s Fist (2014, Großbritannien, Webserie)